# Чарльз Фаррелл
Чарльз Фаррелл (англ. Charles Farrell, 9 серпня 1901, Уолпоул, Массачусетс, США — 6 травня 1990, Палм-Спрінгс, Каліфорнія, США) — американський актор німого та раннього звукового кіно, популярний в 1920-1930-і роки. Пізніше він почав кар'єру на телебаченні. Найбільш відомий за своїми численними фільмами з Джанет Гейнор, таким як «Сьоме небо», «Вуличний ангел» і «Щаслива зірка».

## Біографія

### Кар'єра
Чарльз почав кар'єру в Голлівуді на початку 1920-х років. Його першою роботою в кіно стала невелика роль у фільмі The Cheat 1923 року за участю Поли Неґрі і Джека Холта. Другою картиною за участю актора став дуже популярний фільм «Горбань із Нотр-Дама» за романом Віктора Гюго з Лоном Чейні в ролі Квазімодо.
У 1920-ті роки Чарльз знімався в ролях другого плану. Так тривало до 1927 року, коли на екрани вийшов фільм «Сьоме небо» з Джанет Гейнор в головній ролі. Чарльз грав її коханого. Фільм мав настільки великий успіх у глядачів і критиків, що Чарльз і Джанет зіграли разом ще в більш ніж десяти картинах. Перехід до звукового кіно мало позначився на кар'єрі актора: його популярність не згасала і він залишався знаменитим.
На початку 1950-х років Чарльз почав роботу на телебаченні, знявшись в телесеріалі My Little Margie. Серіал йшов з 1952 по 1955 роки. У ролі дочки Чарльза знялася Гейл Сторм. У 1956 році актор почав вести свою власну передачу — Шоу Чарльза Фаррелла.

### Особисте життя
14 лютого 1931 Чарльз одружився з Вірджинією Валлі, яка прожила з ним все життя до 24 вересня 1968 року.
Після завершення кар'єри в кіно Чарльз переселився в містечко Палм-Спрінгс, де разом з Ральфом Белламі відкрив тенісний клуб. У 1953 році Чарльз Фаррелл був обраний мером Палм-Спрінгс. Він залишався на цій посаді сім років.
Помер 6 травня 1990 року в віці 88 років від серцевого нападу.